# Anevrina luggeri
Anevrina luggeri är en tvåvingeart som först beskrevs av Aldrich 1892.  Anevrina luggeri ingår i släktet Anevrina och familjen puckelflugor. Inga underarter finns listade i Catalogue of Life.